# Heteralex rectilineata
Heteralex rectilineata är en fjärilsart som beskrevs av Achille Guenée 1858. Heteralex rectilineata ingår i släktet Heteralex och familjen mätare. Inga underarter finns listade i Catalogue of Life.